# Mateo 10
Mateo 10 es el décimo capítulo del Evangelio de Mateo de la sección del Nuevo Testamento de la Biblia cristiana. Este capítulo comienza con Jesús llamando a algunos de sus discípulos y enviándolos a predicar y sanar. Esta sección también se conoce como el Discurso Misionero o la Pequeña Comisión, en contraste con la Gran Comisión al final del evangelio (Mateo 28:18-20). La Pequeña Comisión se dirige específicamente a las "ovejas perdidas de la casa de Israel", mientras que la Gran Comisión se dirige a todas las naciones. El Pulpit Commentary sugiere que el mensaje de Jesús en este discurso "era poco probable que fuera recordado fuera de los círculos cristianos judíos".
Mateo nombra a los doce apóstoles, o "doce discípulos", en los versículos 2 a 4 y les da una cuidadosa instrucción mientras viajan por Israel. El resto del capítulo consiste casi por completo en dichos atribuidos a Jesús. Muchos de los dichos de Mateo 10 se encuentran también en Lucas 10 y en el Evangelio de Tomás, que no forma parte del canon del Nuevo Testamento aceptado.

## Datos de texto

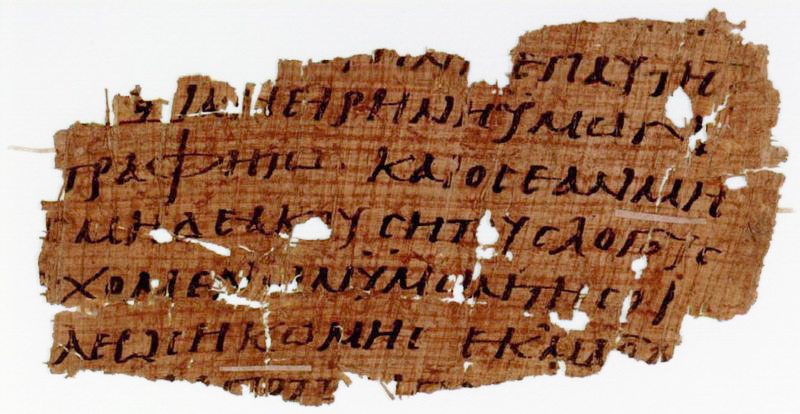
Mateo 10:13–15 en Papyrus 110 (siglos III o IV), recto side.

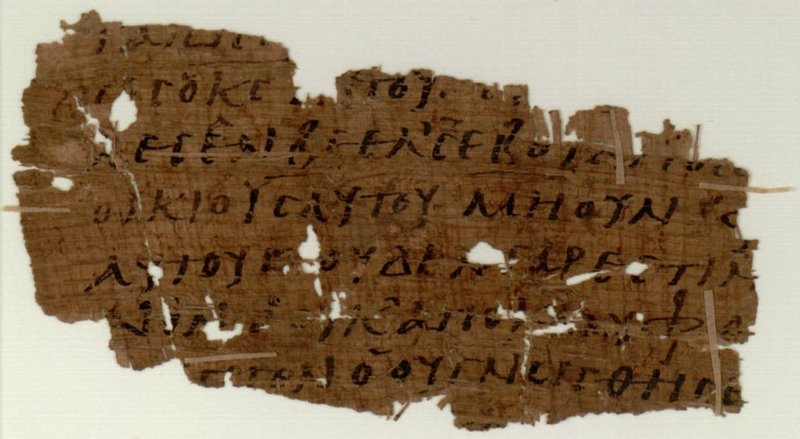
Mateo 10:25–27 en Papyrus 110 (siglos III o IV), verso side.

Los textos más antiguos que se conocen fueron escritos en griego koiné. Este capítulo está dividido en 42 versículos.

### Testigos textuales
Algunos manuscritos tempranos que contienen el texto de este capítulo son:
- Papiro 110 (siglos III/IV; versículos existentes 13-15, 25-27).[3][4]
- Uncial 0171 (~300; existen los versículos 17-23, 25-32)
- Codex Vaticanus (325-350)
- Codex Sinaiticus (330-360; completo)
- Codex Bezae (~400)
- Papiro 19 (siglos IV/ V; versículos 32-42 existentes)[5]
- Codex Ephraemi Rescriptus (~450; completo)
- Codex Petropolitanus Purpureus (siglo VI)

## Texto bíblico

### Los doce (10:1-15)
.

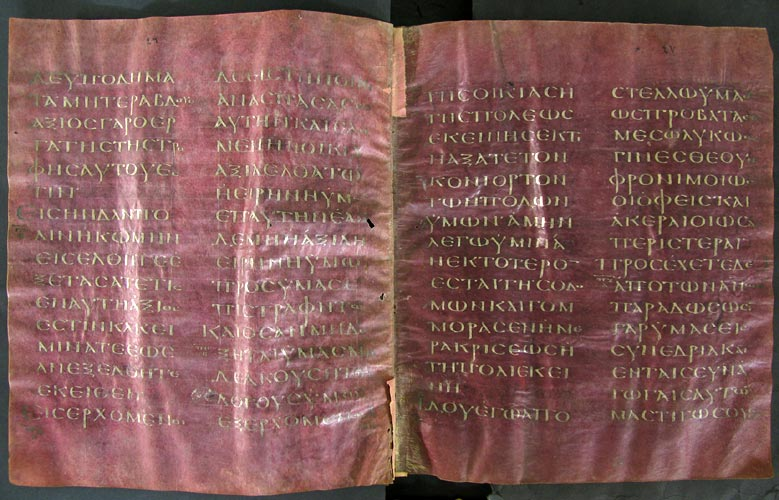
Mateo 10:10-17 en el Codex Petropolitanus Purpureus

El texto del versículo 1 se refiere a "sus doce discípulos" (griego τους δωδεκα μαθητας αυτου, tous dōdeka mathētas autou). El versículo 2 los llama "los doce apóstoles" (griego τῶν δώδεκα ἀποστόλων, tōn dōdeka apostolōn):
Versículo 5 se refiere a ellos simplemente como "los doce" (griego τοὺς δώδεκα, tous dōdeka), pero el verbo que sigue es "ἀπέστειλεν" (apesteilen), que significa "enviados".
Estos primeros versículos recogen la esencia del discurso. La obra de los Apóstoles en la Iglesia será la misma obra de Cristo: la predicación sobre la proximidad del Reino de los Cielos es exactamente igual a la predicación de Jesús en al comienzo de su ministerio, y sus obras de poder son las mismas que ha hecho Jesucristo. Con ellas pone de manifiesto que sumisión es divina. Los Apóstoles son enviados «primero a las ovejas perdidas de la casa de Israel». También así imitan a Jesús, que respondió con la misma frase a la mujer cananea y, solo después, a los no judíos.

 (Dios) «eligió como pueblo suyo el pueblo de Israel, con quien estableció una alianza, y a quien instruyó gradualmente manifestándole a Sí mismo y sus divinos designios a través de su historia, y santificándolo para Sí. Pero todo esto lo realizó como preparación y figura de la nueva alianza, perfecta, que había de efectuarse en Cristo, y de la plena revelación que había de hacer por el mismo Verbo de Dios hecho carne. (…) Nueva alianza que estableció Cristo, es decir, el Nuevo Testamento, en su sangre, convocando un pueblo de entre los judíos y los gentiles que se condensara en unidad no según la carne, sino en el Espíritu, y constituyera un nuevo Pueblo de Dios 

### Versículos 16-42
La Biblia de Jerusalén se refiere a estos versículos como un "manual del misionero", y sugiere que su alcance es más amplio que el de la "primera misión de los apóstoles" en los versículos 1-16.
Se recogen aquí un conjunto de instrucciones sobre como han de llevar a cabo la propagación del Evangelio. Se refieren no sólo a los Apóstoles, sino a todos los discípulos de Cristo que en la realización de su trabajo apostólico sufrirán contradicciones y persecuciones como Él mismo las padeció, pues «no está el discípulo por encima del maestro, ni el siervo por encima de su señor». Anteriormente, Jesús había indicado que los Apóstoles serían mal recibidos y rechazados, pero ahora pone su acento en que ese rechazo se traducirá en falsedad, persecución, odio, ruptura. En esto, los discípulos serán como su maestro y, por ello, bienaventurados.
Pero no deben preocuparse, porque todo que ocurra será para bien: serán testimonio de la verdad de Jesús ante los hombres, y asistidos por el Espíritu Santo. Aquí está concentrada la enseñanza acerca del martirio que tanto vigor tuvo entre los primeros cristianos.

El martirio, por consiguiente, con el que el discípulo llega a hacerse semejante al Maestro, (…) es considerado por la Iglesia como un supremo don y la prueba mayor de la caridad. Y si ese don se da a pocos, conviene que todos vivan preparados para confesar a Cristo delante de los hombres y a seguirle por el camino de la cruz en medio de las persecuciones que nunca faltan a la Iglesia.

Las advertencias se pueden sintetizar en las primeras palabras: «No les tengáis miedo» y Jesús anima a poner las esperanzas en la providencia paternal de Dios.

«Si los pajarillos, que son de tan bajo precio, no dejan de estar bajo providencia y cuidado de Dios, ¿cómo vosotros, que por la naturaleza de vuestra alma sois eternos, podréis temer que no os mire con particular cuidado Aquél a quien respetáis como a vuestro Padre?» 

### Versículo 34
Véase Mateo 10:34
"No penséis que he venido a enviar paz a la tierra; no he venido a enviar [o traer] paz, sino espada."
Este es un pasaje muy discutido, a menudo explicado en términos del contexto "apocalíptico-escatológico" del siglo I.
R. T. France explica el versículo, en contexto con el versículo 35 posterior: "La espada que trae Jesús no es aquí un conflicto militar, sino, como muestran los vv. 35-36, una aguda división social que incluso rompe los lazos familiares más estrechos. ... Jesús habla aquí, como en los versículos precedentes y siguientes, más bien de una división en la respuesta personal de los hombres hacia él."
El texto del Evangelio de Mateo en el Libro de Kells altera gladium, la traducción de la Vulgata de makhairan "espada", por gaudium, "alegría", dando lugar a una lectura de "No he venido [sólo] a traer la paz, sino [también] la alegría". 

### Versículo 38
Véase Mateo 10:38
Y el que no toma su cruz y sigue en pos de Mí, no es digno de Mí. 
- "Tomar su cruz": es en el sentido de "someterse voluntariamente a las duras pruebas que le tocan en suerte" (KJV; Filipenses 3: 10); una expresión figurada tomada de la práctica de que "los criminales condenados eran obligados a tomar su propia cruz y llevarla al lugar de ejecución" (Mateo  27:32); Lucas  23:26); Juan  19:16). [22][23]

Finalmente, el discurso vuelve sobre el tema que lo recorre: «Jesús es signo de contradicción», y el discípulo tiene que contar con ello. Por ello, en su conducta cristiana se le piden dos cosas: radicalidad, esto es, exigencias en el seguimiento, e identificación con el maestro.

«La Iglesia ha nacido con el fin de que, por la propagación del Reino de Cristo en toda la tierra, para gloria de Dios Padre, todos los hombres sean partícipes de la redención salvadora, y por su medio se ordene realmente todo el mundo hacia Cristo. Toda la actividad del Cuerpo Místico, dirigida a este fin, se llama apostolado, que ejerce la Iglesia por todos sus miembros y de diversas maneras». 

## Paralelismo en el Evangelio de Tomás
Mateo 10 contiene muchos paralelos que se encuentran en el Evangelio de Tomás.
- Mateo 10:16 es paralelo al dicho 39 del Evangelio de Tomás.
- Mateo 10:37 es paralelo a los dichos 55 y 101.
- Mateo 10:27b es paralelo al dicho 33a.
- Mateo 10:34-36 es paralelo al refrán 16.
- Mateo 10:26 es paralelo al refrán 5b.